# Algebraische Rechenmodelle
Algebraische Rechenmodelle sind in der theoretischen Informatik, insbesondere in der Komplexitätstheorie, solche Versuche, den Begriff des Berechenbaren formell zu fassen, die davon ausgehen, dass exakte Operationen auf den reellen oder auch den komplexen Zahlen durchführbar sind. Aufgrund dieser anspruchsvollen Voraussetzung handelt es sich um rein abstrakte Rechenmodelle, ohne Möglichkeiten einer physikalischen Realisierung.
Analog zu der Theorie von Automaten, die auf diskreten Strukturen operieren, ergeben sich dann ausgehend von den algebraischen Modellen ganz ähnliche Fragen:
- Gibt es in algebraischen Rechenmodellen unentscheidbare Probleme? (Ja)
- Wie sehen die analog erklärten Komplexitätsklassen der P, NP und NP-vollständigen Probleme (etc.) in diesem Rechenmodellen aus? (Diese drei Klassen lassen sich jeweils sinnvoll erklären, aber sie fallen nicht mit den diskreten Klassen zusammen. Das analog gestellte P-NP-Problem ist auch für algebraische Rechenmodelle derzeit offen)
- Welche Struktur haben entscheidbare Probleme? (Führt über {\displaystyle \mathbb {R} } zum Begriff der semi-algebraischen Mengen)

## BSS-Maschinen
Ein kanonischer Ansatz, sich algebraischen Rechenmodellen zu nähern, sind die nach ihren Beschreibern benannten Blum-Shub-Smale-Maschinen (BSS-Maschinen). Eine Maschine dieser Klasse ist darüber definiert, dass sie genau die folgenden Operationen gestattet:
- Die arithmetischen Operationen zwischen zwei Registern auf der zugrunde liegenden Struktur: +, -, ×, ÷.
- Zuweisung einer von endlich vielen Konstanten.
- Kopierbefehle zweier fester Register.
- Vergleiche mit der Null, also „= 0“ über {\displaystyle \mathbb {C} } und „{\displaystyle \geq 0}“ über {\displaystyle \mathbb {R} }.
- Ein Haltebefehl.

Eine BSS-Maschine lässt sich dann angeben durch einen geordneten Satz von Anweisungen dieser Art sowie endlich vielen vorgegebenen Konstanten. In der Semantik einer solchen Maschine werden die Anweisungen der Reihe nach ausgeführt, es sei denn, es liegt der Haltebefehl vor – in dem Fall bricht die Rechnung ab – oder eine Vergleichsbedingung ist erfüllt. In diesem Fall springt man zu einem Befehl mit der entsprechenden Nummer, die in dem Vergleichsbefehl mit angegeben ist.
Es gibt noch weitere Versuche, algebraische Rechenmodelle zu erklären, die beispielsweise auch die Wurzelfunktion, oder trigonometrische Operationen zulassen und zu anderen Ergebnissen führen, als die Komplexitätstheorie für BSS-Maschinen.